# Gebiete um Nürtingen und Reudern
Gebiete um Nürtingen und Reudern ist ein Landschaftsschutzgebiet (Schutzgebietsnummer 1.16.027) im Landkreis Esslingen. 

## Lage und Beschreibung
Das Schutzgebiet liegt südlich von Nürtingen im unteren Tiefenbachtal einschließlich des Freiraums zwischen Nürtingen und dem Stadtteil Reudern. Es erstreckt sich bis ins Stadtgebiet und umfasst dort die Hochfläche des Ersbergs. Es gehört zum Naturraum 101-Mittleres Albvorland innerhalb der naturräumlichen Haupteinheit 010-Schwäbisches Keuper-Lias-Land.

## Schutzzweck
Wesentlicher Schutzzweck ist laut Schutzgebietsverordnung die Sicherung der landschaftlich bzw. ökologisch wertvollen Tallagen, Hanggebiete und Höhenrücken, insbesondere auch die Erhaltung der landschaftsprägenden Hanglagen und Höhen, in ihrer natürlichen Eigenart als Freiraum im Verdichtungsraum und als Erholungsgebiet für die Allgemeinheit.